# Oleg Lanin
Bản mẫu:Eastern Slavic name
Oleg Olegovich Lanin (tiếng Nga: Олег Олегович Ланин; sinh ngày 22 tháng 1 năm 1996) là một cầu thủ bóng đá người Nga thi đấu cho F.K. Krasnodar.

## Sự nghiệp câu lạc bộ
Anh ra mắt chuyên nghiệp tại Giải bóng đá chuyên nghiệp quốc gia Nga cho F.K. Krasnodar-2 ngày 10 tháng 4 năm 2014 trong trận đấu với F.K. Mashuk-KMV Pyatigorsk.
Anh có màn ra mắt cho đội một của F.K. Krasnodar vào ngày 30 tháng 10 năm 2013 trong trận đấu tại Cúp quốc gia Nga trước FC Dolgoprudny.